# Aron Sigfrid Forsius

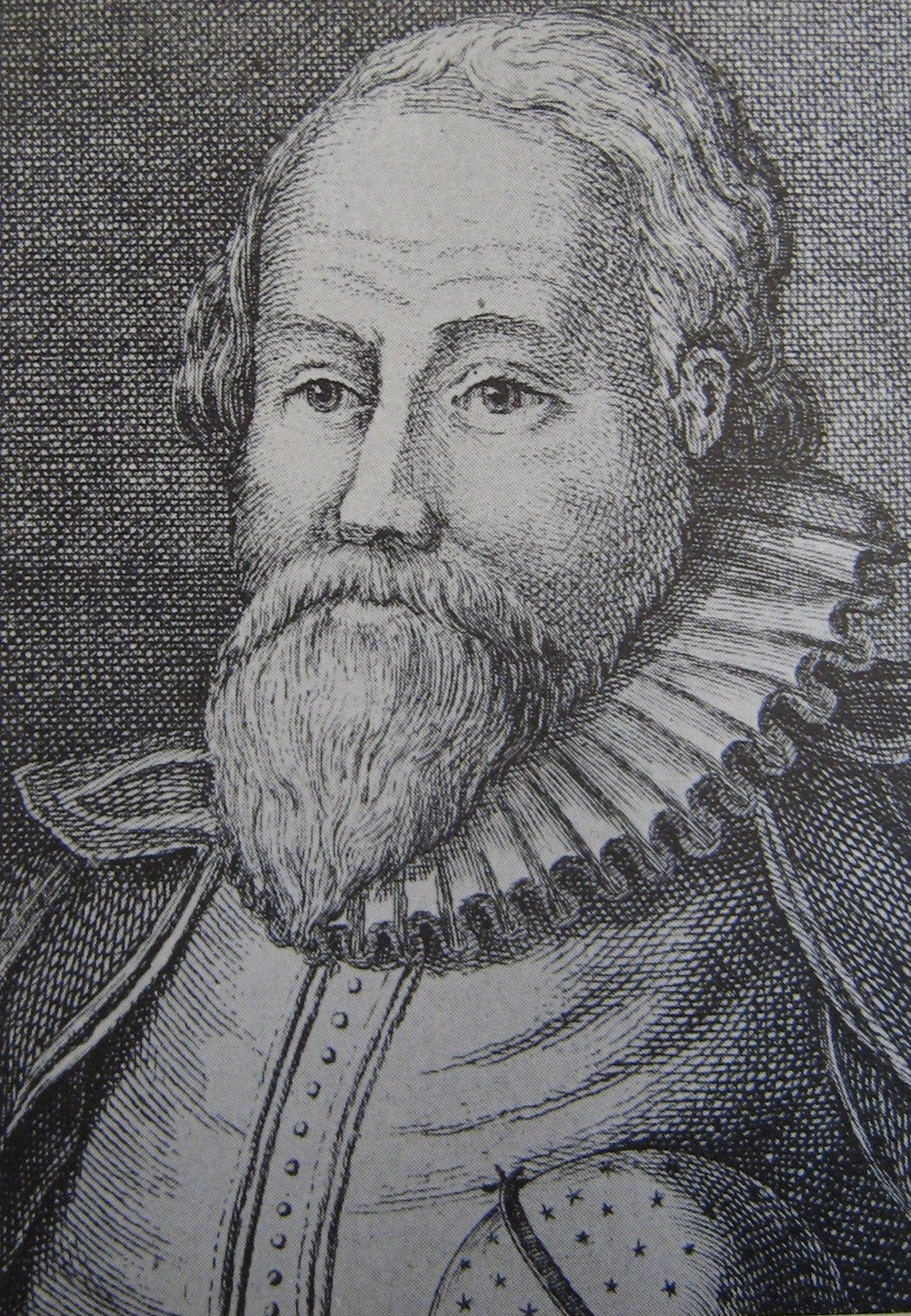
Aron Sigfrid Forsius

Aron Sigfrid Forsius (* 1569 in Finnland; † 1624) war ein finnischer Astronom und Priester.

## Leben
Nach ihm ist der Asteroid (3223) Forsius benannt. Er kartografierte das Tal des Torne älv (1601/02) und war Professor für Astronomie an der Universität Uppsala (1608–1610). 1611 veröffentlichte er das erste gezeichnete Farbsystem mit den Grundfarben Rot, Gelb, Grün und Blau; die Skizze wird als Kugel gedeutet. Ab 1613 erstellte Almanache für die Gegenden um Stockholm und Turku.